# Beaminster
Beaminster [ˈbɛmɪnstər] ist eine Kleinstadt mit dem Status einer Town und zugleich ein Civil parish in Dorset im Südwesten Englands mit 3097 Einwohnern, Stand 2014.

## Geographie
Beaminster liegt in einer Muldenlage am Oberlauf des Brit, der wenig nördlich aus mehreren Quellbächen entspringt und nach rund zehn Kilometern bei West Bay in die Lyme Bay, eine Bucht des Ärmelkanals mündet. Im Norden und Osten der Stadt erstrecken die Dorset Downs, ein Höhenzug, der den dünn besiedelten südwestlichen Ausläufer der im Süden Englands verbreiteten kreidezeitlichen Kalkgesteine markiert. Hier befindet sich auf dem 244 Meter hohen Beaminster Down auch der höchste Punkt der Gemarkung. Westlich von Beaminster liegt der 174 Meter hohe Gerrard´s Hill, der Stadtbereich selbst hat eine Höhenlage zwischen 50 und 80 Metern.
Benachbarte Gemeinden sind, beginnend im Norden und dann im Uhrzeigersinn, South Perrott, Chedington, Corscombe, Mapperton, Netherbury, Stoke Abbott, Broadwindsor, und Mosterton. Die Fläche des Gemeindegebietes liegt bei 2,097 Quadratkilometern, sie erstreckt sich im Norden bis auf die Höhen der Dorset Downs.

## Geschichte
Erstmals urkundlich erwähnt wurde der Ort im siebten Jahrhundert als Bebyngminster. Der Name geht auf eine Frau namens Bebbe zurück und verweist gleichzeitig auf ein Münster. In einer möglicherweise im neunten Jahrhundert entstandenen Schrift mit Zuwendungen an Gloucester Abbey wird es erwähnt. In der Folge verlor das Münster seine führende Rolle an die Kirche in der südlich gelegenen Ortschaft Netherbury.
Das Domesday Book aus dem elften Jahrhundert gibt für Betminster 79 Haushalte an. 1284 erhielt Beaminster das Recht, einen wöchentlichen Markt sowie einmal jährlich eine dreitägige Messe abzuhalten. Wirtschaftlich von Bedeutung waren vor allem der regionale Handel mit Wolle sowie die Weiterverarbeitung des lokal angebauten Flachses zu Segeltuch, Säcken, Seilen und Kordeln.
In seinen zwischen 1535 und 1543 erschienen Reiseberichten beschrieb John Leland Beaminster als eine hübsche Marktstadt (englisch a praety market town). Während des Englischen Bürgerkrieges stand Beaminster auf Seiten des Parlaments. Royalistische Einheiten, die die Stadt 1644 besetzt hielten, steckten sie in Brand: dreiviertel aller Gebäude wurden dadurch zerstört. Weitere Feuersbrünste trafen Beaminster 1684 und 1781.
Mit dem 1832 eröffneten Horn Hill Tunnel verbesserte sich die Straßenanbindung Beaminsters in Richtung Norden. An das Eisenbahnnetz angeschlossen wurde die Stadt nicht.

## Bauwerke
Rund um den zentralen Marktplatz The Square mit dem 1906 errichteten Robinson Memorial finden sich, ebenso wie an den zuführenden Straßen, zahlreiche zwei- bis dreistöckige Häuser aus dem 17. bis 19. Jahrhundert. Insgesamt 183 Bauwerke und Anlagen auf dem Stadtgebiet werden als kulturhistorisch bedeutsam eingestuft: 164 Listed Buildings der Kategorie II, 13 der Kategorie II* sowie Parnham House und die Kirche St. Mary in der höchsten Kategorie I. Hinzu kommen zwei bronzezeitliche Hügelgräber auf dem Beaminster Down als Scheduled Monument sowie die Parkanlagen von Parnham House und Beaminster Manor.

## Persönlichkeiten
- Thomas Sprat (1635–1713), Bischof von Rochester
- Samuel Hearne (1745–1792), Entdecker, Pelzhändler, Autor und Naturforscher wuchs in Beaminster auf
- Graham Stansfield, pseud. Graham Field (1940–2018), Organist & Komponist, Gründer der Prog-Rock-Band Rare Bird (Song 'Sympathy', No.1 Hit in EU 1969)
- PJ Harvey (* 1969), Alternative-Sängerin und Songwriterin, ging in Beaminster zur Schule
- Jonah Ayunga (* 1997), Fußballspieler